# Estación de Logroño
La estación de Logroño es una estación de ferrocarril situada en la ciudad española de Logroño. Fue inaugurada parcialmente el 18 de diciembre de 2011 dentro de la primera fase de un amplio proyecto urbanístico tendente a mejorar la integración del ferrocarril en la ciudad soterrando gran parte de su trazado. La inversión total de esta obra es de 14.817.275,06 euros (sin IVA), financiado por la sociedad LIF 2002 (43,92%) y el Ayuntamiento de Logroño (56,08%).
Junto a la nueva Estación de autobuses de Logroño forma parte de la Estación Intermodal de Logroño. Sobre el terreno donde ocupó el antiguo eje ferroviario de la ciudad se encuentra el parque del Rey Don Felipe VI. En el año 2017, sus servicios de Larga y Media Distancia fueron utilizados por más de 270000 viajeros. En 2020 se inició la construcción de una cúpula que conecta los parques de la estación con la estación de autobuses.

## Situación ferroviaria
La estación se encuentra en el trazado de la línea férrea que une Castejón con Bilbao por Logroño y Miranda de Ebro a 388 metros de altitud.

## Historia

### La llegada del ferrocarril (1863)
La primera estación de Logroño fue inaugurada el 21 de septiembre de 1863, en presencia del General Espartero. Fue construida por la Compañía del Ferrocarril de Tudela a Bilbao que pocas semanas antes había puesto en funcionamiento del tramo Castejón-Orduña de la línea férrea que pretendía unir Castejón con Bilbao. En 1878, fue absorbida por Norte que mantuvo la titularidad de la estación hasta la nacionalización del ferrocarril en España en 1941 y la creación de RENFE. 

### El traslado de las vías (1958)

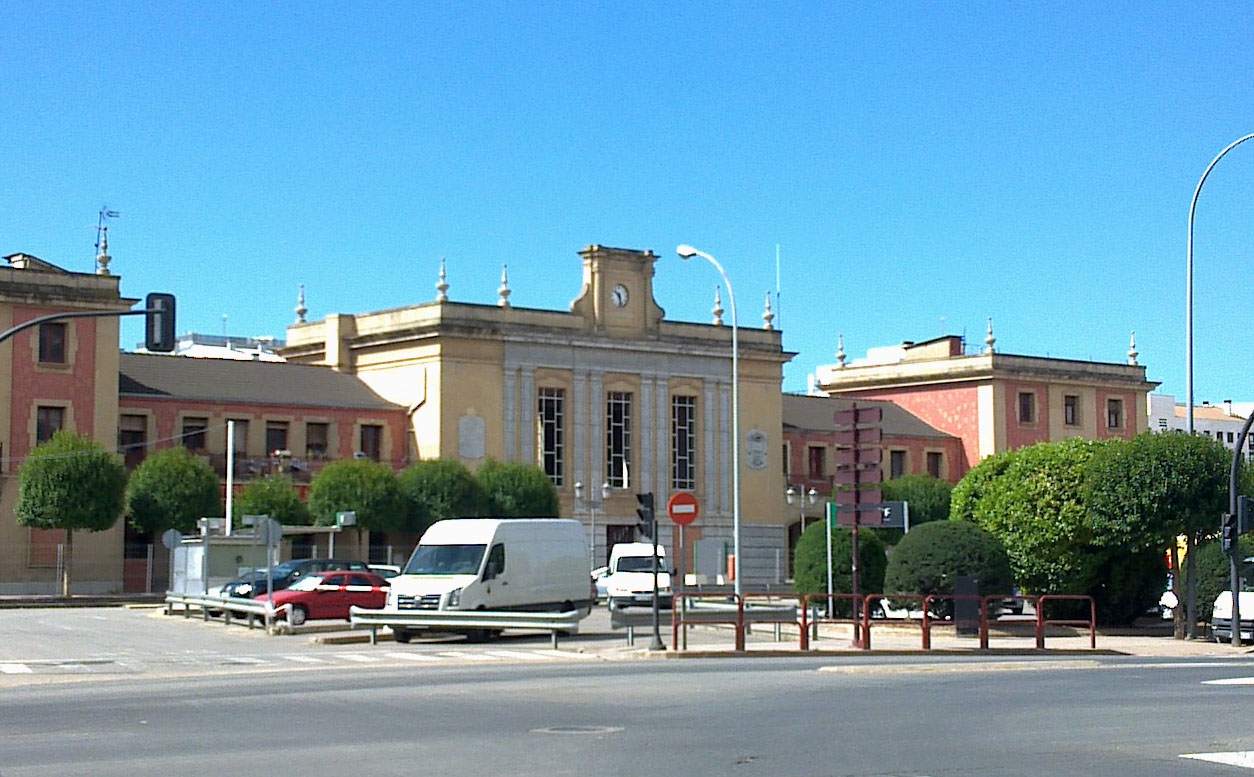
La antigua estación de RENFE, derribada en 2010.

El 9 de noviembre de 1958, Jorge Vigón ministro de Obras Públicas, inauguró una nueva estación construida por RENFE. Concluían así unas obras iniciadas diez años antes y que dotaban a la ciudad de un recinto de casi 11 000 metros cuadrados formado por un pabellón central, dos alas laterales y dos torres en cada extremo que contaba entre otros con taquillas para la venta de billetes, estanco, bar, oficina bancaria, consigna, estafeta de correos y dependencias policiales. Incorporaba también una zona de viviendas destinada a los trabajadores ferroviarios. En total la obra costó algo más de 10 millones de pesetas. El Correos Bilbao-Zaragoza fue el primer tren que estrenó las instalaciones. El 9 de agosto de 2010 fue derribada.

### La estación provisional (2010)
El 30 de abril de 2010 tuvo lugar la apertura de una estación provisional, situada en los aledaños de la antigua, y cuya función era sustituir la misma hasta la construcción de una nueva estación con vías soterradas fruto de la integración del trazado férreo en la ciudad. Este recinto provisional era de una sola planta rectangular y estaba divididos en dos zonas: una de 324 metros cuadrados para uso ferroviario y otra de 399 metros cuadrados dotada de sala de espera y cafetería. Ambas estaban separadas por un paramento de vidrio. Contaba además con puntos informativos, aseos, kiosco, locales de alquiler de vehículos y venta de billetes. En el exterior se dispuso de un aparcamiento de 109 plazas. Cumplida su función, en abril del 2012 fue totalmente desmantelada.

### La nueva estación (2011-2019)

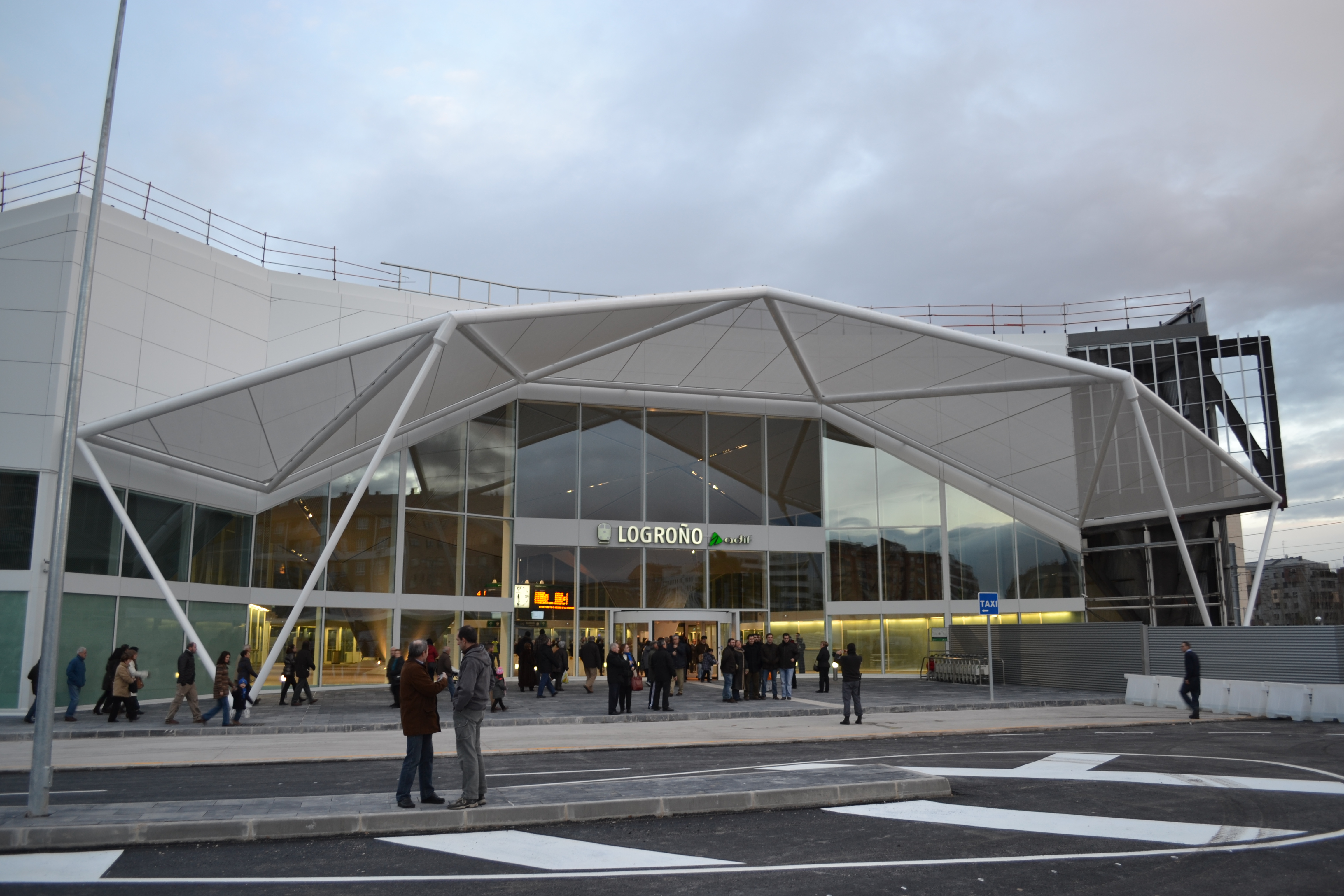
Fachada de la nueva estación ferrocarril de Logroño en 2011.

El 18 de diciembre de 2011 el Alvia Bilbao-Barcelona estrenó la nueva estación de Logroño. Era el punto álgido de la primera fase de las obras de integración ferroviaria realizados en la ciudad y que supondrían el soterramiento de casi 1 400 metros de la línea férrea que une Castejón con Bilbao. Este nuevo recinto fue ideado por los arquitectos Iñaki Ábalos y Juan Herreros ganadores del Concurso Internacional para la Integración Urbana del Ferrocarril en la Ciudad de Logroño que fue convocado por la Sociedad Logroño Integración del Ferrocarril 2002.
Cuenta con un vestíbulo en superficie de algo más de 1 500 metros cuadrados, una nave de andenes en la planta inferior dotada de cinco vías y dos andenes centrales y de una cubierta exterior en forma de loma artificial de más de 8 000 metros cuadrados de carácter transitable. Dispone de venta de billetes, aseos, locales comerciales, servicio de cafetería y consigna. Las instalaciones se completarán con la construcción de la parte sur del edificio y con un aparcamiento subterráneo cuyas obras se iniciarán tras la demolición de la estación provisional.
El acceso principal se sitúa en la fachada oeste aunque se prevé un segundo acceso por la fachada sur del edificio y una tercera salida de emergencia por el lado norte. El 20 de junio de 2014, el parque de la estación recibió el nombre del Rey Felipe VI de España con motivo de su proclamación.

Exterior e interior de la estación (2011-2019)
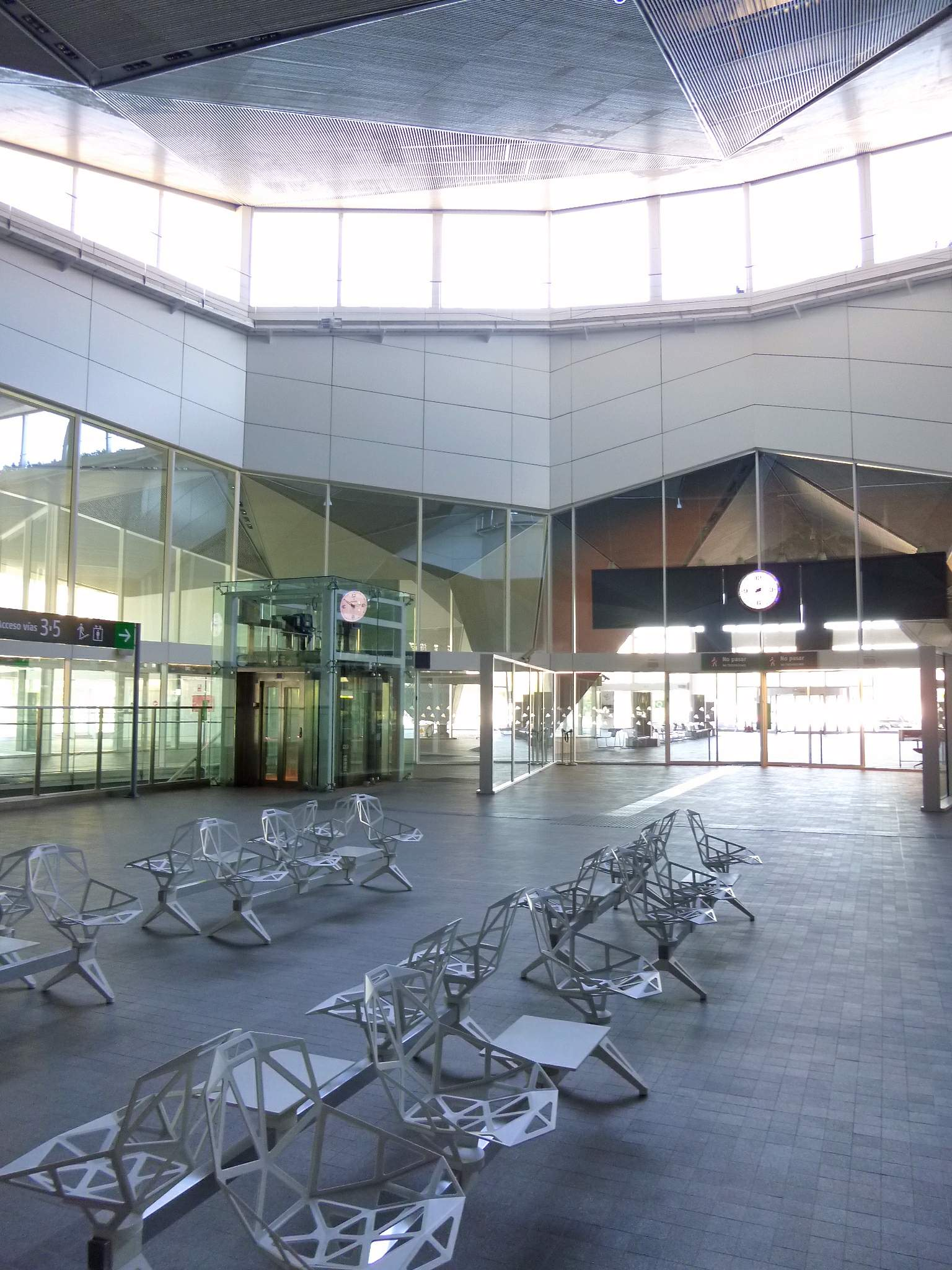
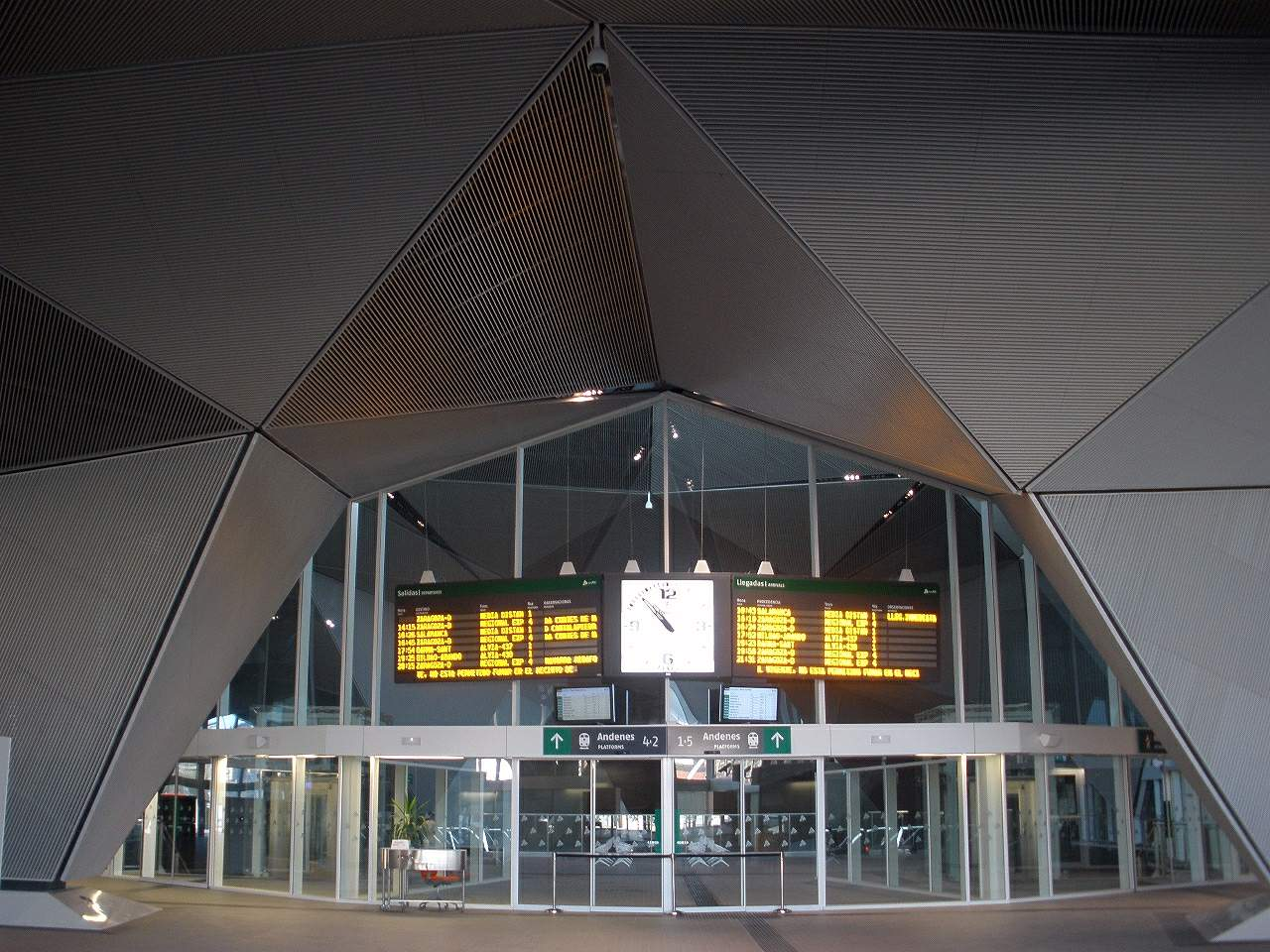
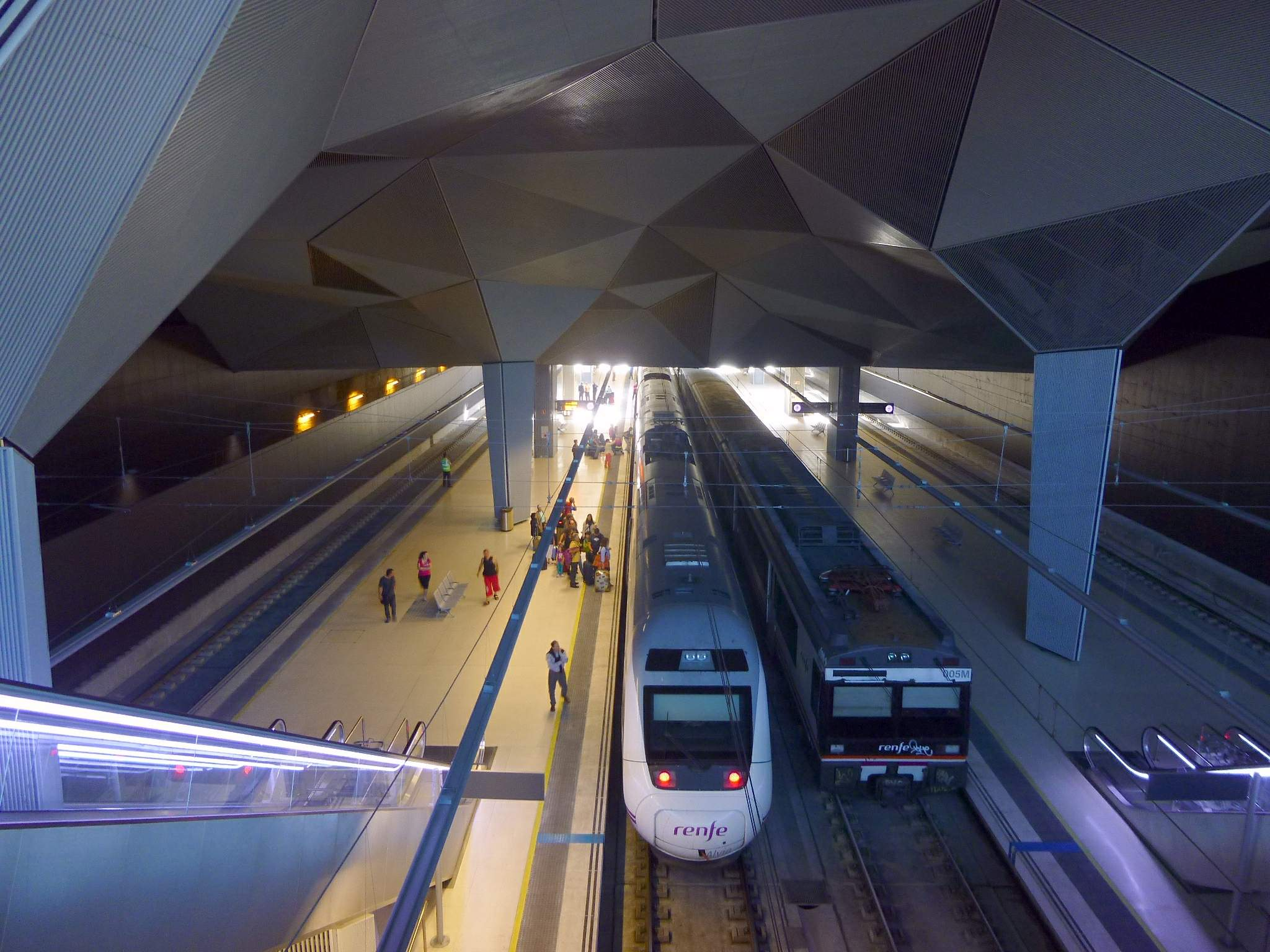
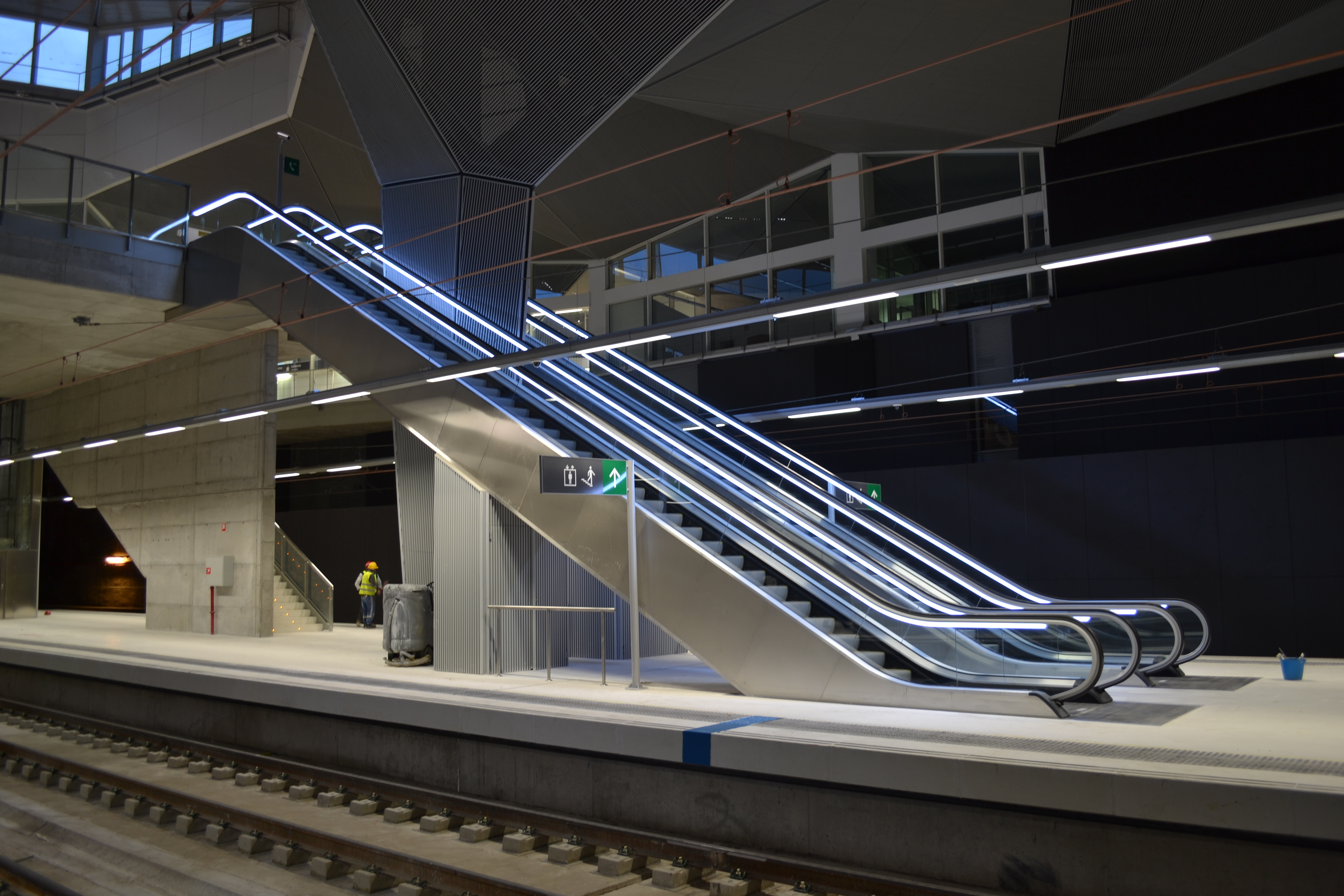
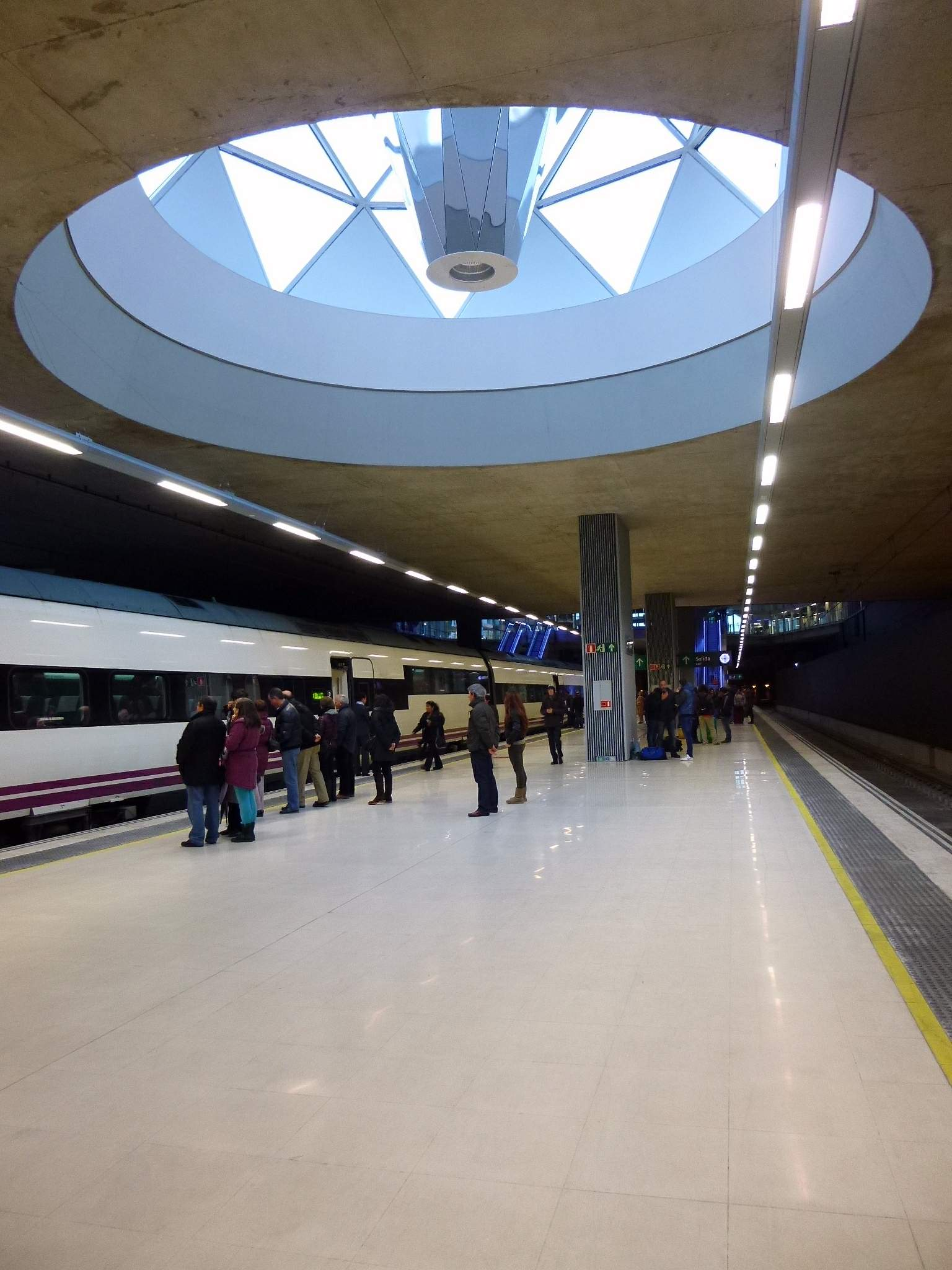
Panorámica del Parque del Rey Don Felipe VI.

### La cúpula y la nueva estación de autobuses (2020)
En 2019, el Ayuntamiento de Logroño aprobó provisionalmente el PERI Ferrocarril, el proyecto que ordena urbanísticamente 225.231 metros cuadrados de terrenos vinculados al soterramiento de la vía del tren al ámbito urbano. Rafael Alcoceba, arquitecto municipal de Logroño, explicó que las obras de la nueva estación de autobuses estaban avanzadas para poder instalar la cúpula definitiva que una las dos estaciones, la de tren y la de autobuses con un nuevo parque como prolongación del Rey Felipe VI de España hasta la calle Belchite. En total los dos parques más la estación de tren sumarán un total 62.638 m².

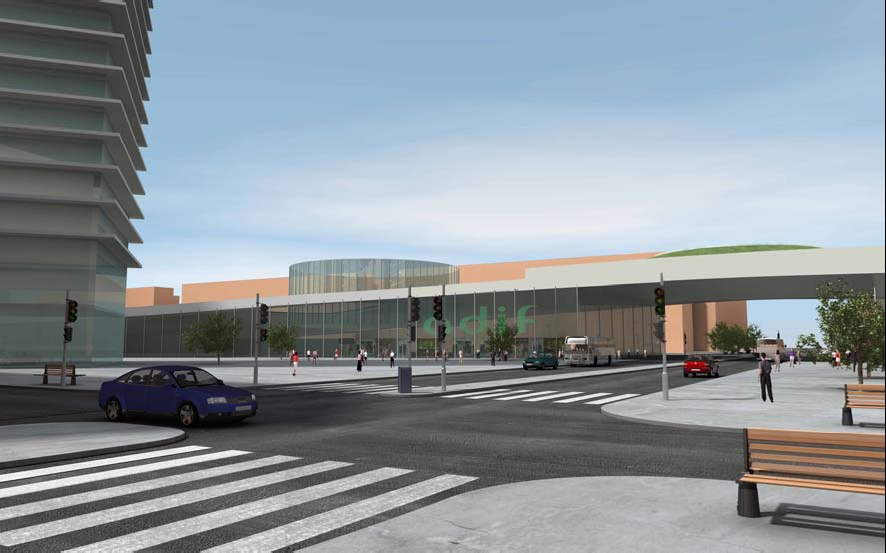
Modelo 3D del proyecto de la estación de autobús y tren.
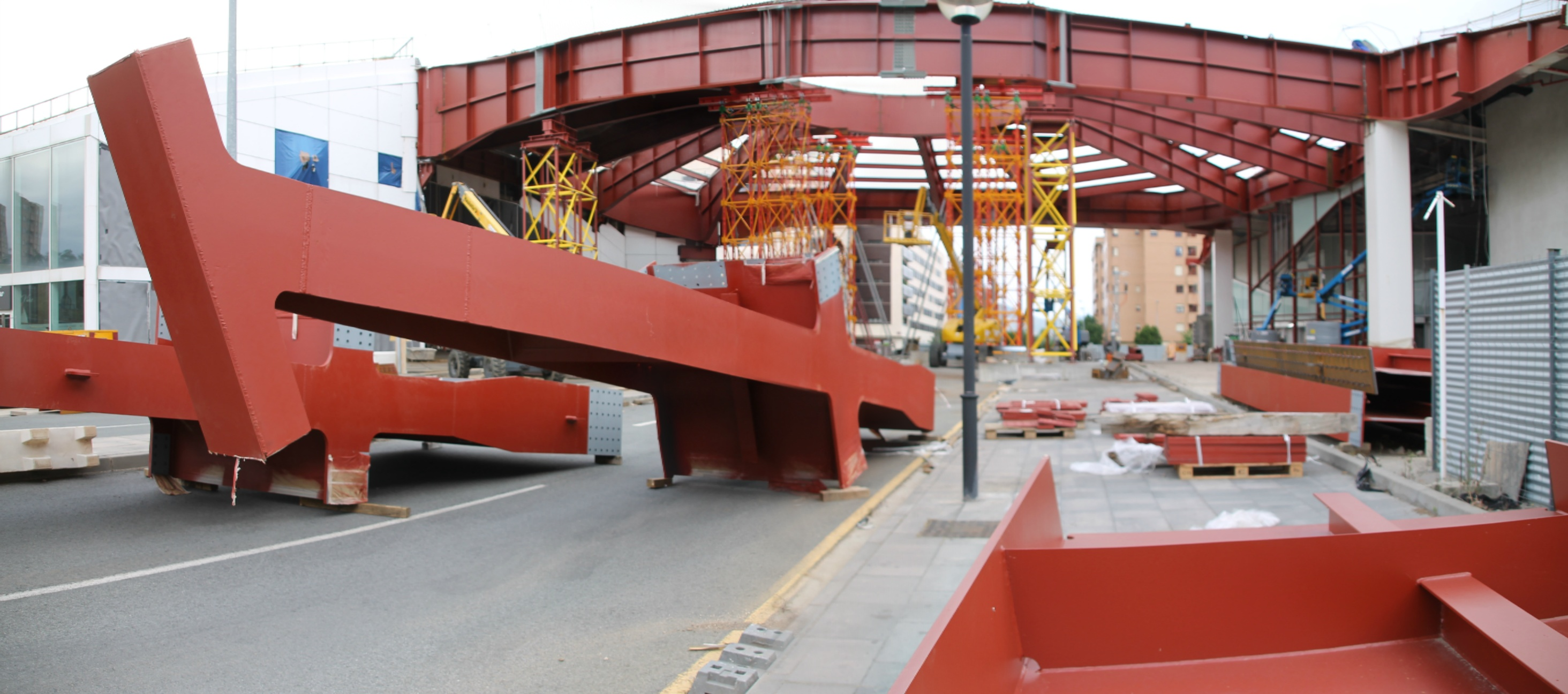
Construcción de la cúpula entre las estaciones de ferrocarril y autobús.
Vistas de la cúpula acabada entre las estaciones de ferrocarril y autobús.

En 2020, se inicia la construcción de una cúpula que conecta los parques de la estación de trenes y la entonces futura estación de autobuses. Las obras estuvieron paralizadas debido al estado de alarma durante la pandemia de COVID-19 en España. En septiembre de ese mismo año se concluye la construcción de la cúpula. Su superficie en planta es de 3.075 m², cubre una luz entre apoyos de 55 metros  y pesa 780 toneladas.
Las obras finalizaron en octubre de 2020. Finalmente la nueva estación de autobuses quedó inaugurada el 12 de septiembre de 2023. La estación tiene una superficie total de 9.412 metros cuadrados, un vestíbulo de 560 metros cuadrados y 22 dársenas. También cuenta con aparcamiento, parada de taxis y espacios para motos y bicicletas.

## Servicios ferroviarios

### Larga distancia
Todos los servicios son diarios, excepto el Alvia a Madrid-Puerta de Atocha, que no circula los sábados en sentido Logroño y los domingos en sentido Madrid. En el caso de los Alvia Barcelona-Bilbao, su frecuencia es de un tren diario en ambos sentidos.
Existen además un mayor número de posibilidades para desplazarse hacia Madrid al poder realizar transbordo entre dos trenes, generalmente en Zaragoza-Delicias, utilizando un tren para el trayecto Logroño-Zaragoza y enlazar en la estación zaragozana con un AVE hacia Madrid.

### Media distancia
Renfe cubre gracias a la línea 22 de Media Distancia los siguientes trayectos:
- Zaragoza-Delicias - Logroño - Miranda de Ebro: usando trenes MD, con un servicio diario por sentido.
- Zaragoza-Miraflores - Logroño: usando trenes Regional Exprés, con 2 servicios diarios sentido Zaragoza - Logroño y 3 servicios diarios Logroño - Zaragoza.